# Istrische Democratische Assemblee
De Istrische Democratische Assemblee (Kroatisch: Istarski Demokratski Sabor (IDS), Italiaans: Dieta Democratica Istriana) is een Kroatische regionale politieke partij in Istrië.
Dalibor Paus is de partijleider van de IDS.
De IDS werd gesticht in 1990, op de avond van de eerste meerpartijenverkiezingen in het nieuwe Kroatië. De partij koos ervoor om niet mee te doen met de verkiezingen, waardoor de communisten, die zich gevormd hadden in de Sociaaldemocratische Partij van Kroatië vrij spel kregen. De IDS maakte bij de tweede parlementsverkiezingen in 1992 flink gebruik van de ineenstorting van de SDP en kreeg de meerderheid in alle drie de Istrische kiesdistricten.
Het resultaat van deze verkiezingen was een zware klap voor de Kroatische president Franjo Tuđman en zijn Kroatische Democratische Unie, die de leidende partij was in alle andere regio's van Kroatië. In 1993 kwamen de eerste verkiezingen voor de (inmiddels afgeschafte) Kroatische Eerste Kamer, wat gelijktijdig gebeurde met een nieuwe bestuurlijke indeling waardoor de provincie Istrië gevormd werd. De staatsmedia startten een campagne die voornamelijk naar (of tegen) Istrië gekeerd was. Een tegengesteld effect werd hiermee bereikt, bijna 75% van de Istriërs stemden op de IDS. Sindsdien is IDS onafgebroken aan de macht geweest.
De IDS streeft naar meer zelfbeschikkingsrecht voor Istrië en een gelijke status voor Italiaans en Kroatisch in Istrië. Mede hierom was de IDS tegen het hardnekkige nationalisme van Tuđman. Andere politieke partijen waren pragmatischer, en de IDS sloot zich met hen aan in het Kroatische parlement en ten tijde van verkiezingen. In Istrië zelf krijgt de IDS weerstand van afdelingen van de SDP en de voormalige Istrische prefect en voormalig lid Luciano Delbianco die de partij verliet om het Istisch Democratisch Forum op te richten.
De IDS maakte voor een korte periode deel uit van de landelijke regering na de parlementaire en presidentiële verkiezingen in 2000. Een jaar later raakte de IDS teleurgesteld in het beleid van Ivica Račan tegenover Istrië en verliet de regering, maar bleef die wel steunen in het parlement.